# Otto Kaysel
Otto Rudolph Friedrich Christian Kaysel (* 7. Oktober 1843 in Güstrow;  13. Juni 1937 in Ludwigslust) war ein deutscher Rechtsanwalt, Stadtrat und Schriftsteller.

## Leben
Otto Kaysel wurde 1843 als Sohn des Pädagogen Louis Kaysel (1810–1877) und seiner Frau Dorothea, geb. Gaedt (1813–1899), in Güstrow geboren. Nach Schulbesuch in Boizenburg und Kröpelin, wo sein Vater zu der Zeit Rektor der Bürgerschule war, studierte er Jura an den Universitäten in Rostock und Tübingen. Nach Studium und Promotion ließ er sich 1869 als Rechtsanwalt und Notar in Ludwigslust nieder. Mit der Verleihung des Stadtrechtes an Ludwigslust im Jahre 1876 wurde Kaysel zum Ersten Senator des Magistrats gewählt und war bis 1920 Stadtrat. Mit seiner Pensionierung wurde er zum Ehrenbürger der Stadt ernannt und eine Straße nach ihm benannt. In seine Amtszeit fällt ein Großteil des wirtschaftlichen Aufschwungs der Stadt, etwa die Entwicklung als Verkehrsknoten durch die Eröffnung mehrerer Bahnlinien, der Bau des Schlachthofes und einer Fleischwarenfabrik und florierender Wohnungsbau.
Neben seiner Tätigkeit als Senator war Otto Kaysel auch kulturell sehr engagiert. Er war seit 1882 Mitglied des Vereins für mecklenburgische Geschichte und Altertumskunde, sein Interesse galt besonders der Ludwigsluster Stadtgeschichte. So erschienen von ihm Artikel über die Stadt sowie zahlreiche kulturgeschichtliche Beiträge und auch Gedichte in den Mecklenburgischen Monatsheften.
Otto Kaysel war seit 1873 verheiratet mit Ottilie Hedwig, geb. Josephy (1848–1918). Der Ehe entstammten fünf Kinder: Hedwig Maria Sofia Auguste (1874–1876), Ottilie Frieda Theodora (1875–1956), Richard Hans Wolfgang (1877–1878), Franz Wilhelm Ludwig Paul (1879–1916) sowie Antonie Anna Hermine (1881–1974), die mit dem Berliner Bildhauer Martin Schauß verheiratet war. Nach mehrfachem Urlaub an der Ostsee erwarb die Familie 1896 in Ahrenshoop das Haus Dorfstraße 14 als Sommersitz. Hier war er bekannt mit Paul Müller-Kaempff und Georg Ludwig Meyn, bei denen seine Tochter Ottilie bereits dort und in Berlin Malunterricht erhalten hatte. Das Haus entwickelte sich rasch zu einem Künstlertreff. 1904 war Kaysel Mitbegründer und Erster Vorsitzender des Ahrenshooper Vereins für gemeinnützige Zwecke, auch hier wurde sein Wirken in der Entwicklung der Gemeinde und der Künstlerkolonie Ahrenshoop sichtbar. Otto Kaysel starb 1937 im hohen Alter in Ludwigslust.

## Werke (Auswahl)
- Anakreon. Nachdichtung des griechischen Lyrikers, Hinstorff, Ludwigslust 1890
- Die Ludwigsluster Societät 1795–1895. Mitherausgeber der Festschrift (1895)
- Alt-Ludwigslust. Vortrag gehalten im Kunstverein (1924)
- Die Stadt Ludwigslust 1876–1926 Mitautor der Schrift (1926)
- Geschichte von Ludwigslust. Fortführung des 1852 erschienenen Werkes von Karl Johann Goß bis 1927
- geschichtliche Beiträge, Prosa und Gedichte in den Mecklenburgischen Monatsheften (1925–1933)